# Frontera entre Líbano y Siria
La frontera entre Siria y el Líbano es la frontera de 375 kilómetros que separa el norte y este de Líbano del suroeste de Siria. Representa la mayor parte de la frontera terrestre de Líbano (excepto la corta frontera con Israel al sur).

## Trazado
Transcurre hacia el este desde la costa mediterránea, siguiendo el río Nahr al-Kabir. La frontera libanesa constituye un saliente para incluir los pueblos de Karha y Knaisse Akkar al noroeste del distrito de Akkar, al oeste del lago Homs, y nuevamente gira al suroeste, cortando a través del Orontes (34° 27' 18" 'N, 36° 29' 24" E) y la carretera trans-Becá entre Qaa y al-Qusayr (34° 25' 18" N, 36° 32' 36" E), llegando a las montañas Antilíbano alrededor de 34° 13' N, 36° 36 ' E.
La frontera gira entonces hacia el suroeste, generalmente siguiendo las Antilíbano hasta el monte Hermón. El exacto trifinio Líbano-Siria-Israel no está clara debido a la ocupación israelí de los Altos del Golán (el trifinio oficial del 947 en 1949 sobre el río Hasbani, afluente del río Jordán, a 33 ° 14 '32 'N, 35 ° 37 '28 'E).

## Historia
La frontera fue creada el 1920 bajo el Mandato francés de Siria y el Líbano, con el establecimiento del Gran Líbano (el "Gran" que indica la expansión del territorio del mutasarrifato de Monte Líbano otomano). Pero debido a la historia de la ocupación siria del Líbano, la implicación política siria con el Líbano desde los años 70, la frontera nunca se ha fijado oficialmente con ninguna precisión, a pesar de las demandas libanesas a tal efecto. La resolución 1680 del Consejo de Seguridad de las Naciones Unidas (2006) y la demarcación de la frontera sobre mapas sirios y libaneses muestran importantes discrepancias en detalles. El pueblo de Deir El Aachayer (al oeste de Damasco) es un ejemplo de un territorio reclamado por los dos países en sus respectivos mapas oficiales. 
Las granjas de Shebaa se mostraron durando mucho tiempos como territorio sirio en mapas libaneses durante la ocupación israelí de los Altos del Golán, pero después de la retirada israelí del sur del Líbano en 2000 fueron reclamadas por el Líbano.

## Pasos
Siria/Libano
- Al Areeda/Arida
- Addabousiyah/Aabboudiye
- Talkalakh/Aarida
- Jobateyah/Qarha
- Hadida/Maqaybleh
- Al Bani Naem/Semmanqiyeh, Hekr El Dahri
- Al Nizariyah/Qars
- Jadaidit Yabws/Masnaa Majdal Aaanjar
- Helweh